# Гареев, Станислав Уралович
Станисла́в Ура́лович Гаре́ев (род. 13 августа 1994, Иваново) — российский хоккеист, защитник. Мастер спорта России (2015).

## Биография
Родился в городе Иваново, но вскоре переехал с родителями в Уфу, где и началась его спортивная карьера. После СДЮШОР ему предложили играть за океаном, но, посоветовавшись с родителями, он решил остаться в Уфе
В 2011 году заключил контракт с клубом МХЛ «Толпар» и провёл там два сезона. Там его тренировал Александр Семак, который сыграл в его становлении огромную роль.
В 2015 году попал в состав «Салавата Юлаева». 16 мая 2019 года продлил двусторонний контракт сроком на один год.
12 июля 2021 года ХК «Трактор» расторг контракт с защитником по обоюдному согласию сторон.
Серебряный призёр ВХЛ (2014), обладатель Кубка Братины (2015).